# Linha de sucessão ao trono francês (legitimista)
O pretendente legitimista ao trono francês é Luís Afonso, Duque de Anjou, o membro sénior da Casa de Bourbon. Ele é reconhecido por aqueles que consideram a renúncia de Filipe V de Espanha aos seus direitos de sucessão ao trono da França como nula e sem efeito, ignoram a lei salica (descende de Isabel II da Espanha) e o casamento morganático de Jaime, duque de Segóvia.

## Linha de sucessão
Atual pretendente: Luís Afonso, Duque de Anjou (nascido em 1974)
1. Luís de Bourbon, o Duque de Borgonha (nascido em 2010, irmão gêmeo, porém mais velho de Afonso, filho de Luís, Duque de Anjou)
2. Afonso de Bourbon, o Duque de Berry (nascido em 2010, irmão gêmeo, porém mais novo de Luís, filho de Luís, Duque de Anjou)
3. João Carlos I de Espanha (nascido em 1938)
4. Filipe VI de Espanha (nascido em 1968)
5. Don Francisco de Borbón y Escasany, Duque de Seville (nascido em 1943)
6. Don Francisco de Borbón y Hardenberg (nascido em 1979)
7. Don Alfonso de Borbón y Escasany (nascido em 1945)
8. Don Alfonso de Borbón y Yordi (nascido em 1973)
9. Don Enrique de Borbón y Garcia de Lobez (nascido em 1970)
10. Don Carlos de Borbón y Oro (nascido em 1940)
11. Don Antonio Carlos de Borbón y Habsburgo (nascido em 1976)
12. Henri, Príncipe do Sangue (nascido em 1948)
13. Don Alvaro de Borbón y Rich (nascido em 1922)
14. Don Alfonso de Borbón y Caralt, Marquês de Squilache (nascido em 1926)
15. Don Alfonso de Borbón y Sanchez, Duque de Santa Elena (nascido em 1961)
16. Don Alfonso de Borbón y Escriva de Romani (nascido em 1995)
17. Don Alfonso de Borbón y Pérez (nascido em 1999)
18. Don Fernando de Borbón y Medina (nascido em 1966)
19. Don Jaime de Borbón y Medina (nascido em 1971)
20. Príncipe Pedro das Duas Sicílias, Duque de Calabria (nascido em 1968)

A lista continua com mais cerca de 100 pretendentes.